# Veronanguilla
Veronanguilla es un género extinto de peces osteíctios prehistóricos de la familia Anguilloididae. Este género marino fue descrito científicamente por Blot en 1978.

## Especies
Clasificación del género Veronanguilla:
- † Veronanguilla (Blot 1978)
  - † Veronanguilla ruffoi (Blot 1978)